# Korg MS-10
De Korg MS-10 is een monofone synthesizer en wordt beschouwd als het kleine broertje van de Korg MS-20. De MS-10 is de meest standaard uitvoering van de MS-reeks van Korg.

## Historie
De MS-10 zag het daglicht in 1978 en was vrijwel direct populair vanwege zijn relatief lage prijs. De MS-10 werd halverwege de jaren 1980 al gauw overschaduwd door de opkomst van digitale synthesizers. Roland met zijn technisch superieure Juno synthesizermodellen en later ook Yamaha (met de bekende DX7-serie) drukten de MS-10 uit de markt. Groot voordeel van deze nieuwere synthesizers was bovendien dat ze polyfoon waren. De MS-10 en MS-20 waren daarmee achterhaalde modellen geworden.
Vanaf de jaren 1990 is het tij gekeerd en zijn synthesizers als de MS-10 opnieuw zeer populair (de vintage-hype) vanwege de karakteristieke analoge geluiden die het voort kan brengen. Deze geluiden zijn met name te horen in muziekstijlen als techno, trance, acid en house.
Omdat de MS-10 uit productie is genomen en de vraag is toegenomen, zijn prijzen van een origineel tweedehands model tegenwoordig sterk gestegen.

## Specificaties
De MS-10 kent 1 VCO, 1 VCF en 1 VCA. Verder is er een ADSR envelope generator en een LFO met verschillende golfvormen. Deze modules kunnen via snoertjes met elkaar verbonden op het patchpaneel. Control-voltage vanuit externe bronnen alsmede audio kan worden gebruikt om de MS-10 aan te sturen, waarmee deze dan feitelijk als een filter fungeert.